# Letomola contortus
Letomola contortus је пуж из реда Stylommatophora и фамилије Charopidae.

## Угроженост
Подаци о распрострањености ове врсте су недовољни.

## Распрострањење
Аустралија је једино познато природно станиште врсте.

## Станиште
Врста Letomola contortus има станиште на копну.